# Noyau vestibulaire
Les noyaux vestibulaires sont les quatre noyaux crâniens du nerf vestibulaire situés dans le tronc cérébral.

## Structure

### Fibres afférentes
Les fibres du nerf vestibulaire pénètrent dans le bulbe rachidien du côté médial des fibres du nerf cochléaire et passent entre le pédoncule inférieur et le tractus rachidien du nerf trijumeau.
Elles se divisent ensuite en fibres ascendantes et descendantes.
Les fibres descendantes finissent par s'arboriser autour des cellules du noyau vestibulaire médian, situé dans l'aire acoustique de la fosse rhomboïde.
Les fibres ascendantes se terminent soit de la même manière, soit dans le noyau vestibulaire latéral, qui est situé latéralement à l'aire vestibulaire de la fosse rhomboïde (ou aire acoustique) et plus éloigné du plancher ventriculaire.
Certains des axones des cellules du noyau latéral, et peut-être aussi du noyau médial, se poursuivent vers le haut à travers le pédoncule inférieur jusqu'aux noyaux du toit du côté opposé du cervelet.
D'autres fibres de la racine vestibulaire se prolongent sans interruption jusqu'aux noyaux de la moelle allongée.
Un deuxième ensemble de fibres des noyaux médial et latéral se termine en partie dans le tegmentum, tandis que le reste monte dans le faisceau longitudinal médial pour s'arboriser autour des cellules des noyaux du nerf oculomoteur.
Les fibres du noyau vestibulaire latéral passent également par le tractus vestibulospinal, vers les cellules de la corne antérieure sur plusieurs niveaux de la moelle épinière, afin de coordonner les mouvements de la tête et du tronc.

### Sous-noyaux
Il y a 4 sous-noyaux situés dans le plancher du quatrième ventricule.
| Nom                                                  | Localisation                                       | Remarques                                                                                           |
| ---------------------------------------------------- | -------------------------------------------------- | --------------------------------------------------------------------------------------------------- |
| noyau vestibulaire médial (ou noyau triangulaire)    | Moelle allongée (plancher du quatrième ventricule) | Il correspond à la partie inférieure de l'aire vestibulaire de la fosse rhomboïde[réf. nécessaire]. |
| noyau vestibulaire latéral (ou noyau de Deiters)     | Moelle allongée (supérieure)                       | Il est constitué de grandes cellules et situé dans l'angle latéral de la fosse rhomboïde.           |
| noyau vestibulaire inférieur (ou noyau descendant)   | Moelle allongée (inférieure)                       | Se trouve près du quatrième ventricule.                                                             |
| noyau vestibulaire supérieur (ou noyau de Bechterew) | Pont                                               | |